# World Team Challenge 2002
Die 1. World Team Challenge 2002 (offiziell: VELTINS-Biathlon-WTC 02) war ein Biathlonwettbewerb, der am 28. Dezember 2002 in der Veltins-Arena in Gelsenkirchen stattfand.
Bei der Premiere des Wettbewerbes gewann das deutsche Duo Michael Greis und Martina Glagow.

## Teilnehmer
Bei der ersten Austragung des Wettbewerbes nahmen insgesamt zwölf Teams aus sieben Nationen teil. Die meisten Teams stellte Deutschland mit insgesamt vier Mannschaften.

## Ergebnisse
| Platz | Name                                            | Land        | Zeit (min) |
| ----- | ----------------------------------------------- | ----------- | ---------- |
| 1     | Michael Greis und Martina Glagow                | Deutschland | 40:30,7    |
| 2     | Wiktor Maigurow und Albina Achatowa             | Russland    | +0:25,8    |
| 3     | Vesa Hietalahti und Sanna-Leena Perunka         | Finnland    | +0:49,9    |
| 4     | Pawel Rostowzew und Olga Pyljowa                | Russland    | +0:55,0    |
| 5     | Frank Luck und Andrea Henkel                    | Deutschland | +0:58,3    |
| 6     | Peter Sendel und Katrin Apel                    | Deutschland | +1:21,0    |
| 7     | Ole Einar Bjørndalen und Gunn Margit Andreassen | Norwegen    | +1:35,8    |
| 8     | Oleksij Ajdarow und Wolha Nasarawa              | Belarus     | +1:57,6    |
| 9     | Ricco Groß und Kati Wilhelm                     | Deutschland | +2:26,4    |
| 10    | Vincent Defrasne und Florence Baverel-Robert    | Frankreich  | überrundet |
| 11    | Wilfried Pallhuber und Nathalie Santer          | Italien     | überrundet |
| 12    | Halvard Hanevold und Evelyn Hanevold            | Norwegen    | überrundet |